# Аккерманівський кар'єр (марганцевий)
Аккерманівський кар'єр (марганцевий) – колишнє гірничодобувне підприємство у Оренбурзькій області Росії.
З 1938-го в районі Аккерманівки працювали нікелевий та вапняковий кар’єри, які забезпечували потреби Південно-Уральського нікелевого комбінату. В 1940-му тут розвідали та наступного року терміново ввели в дію марганцеве родовище – вже у листопаді 1941-го звідси на Магнітогорський меткомбінат відвантажили першу партію марганцевої руди. Аккерманівське родовище мало вміст марганцю лише 6%, проте його вирішили залучити до розробки оскільки в умовах радянсько-германської війни українські нікопольскі рудники вийшли з-під контролю СРСР. Організаційно марганцевий рудник належав до вже згаданого нікелевого комбінату.
Видобуток вели відкритим способом і протягом двох років з кар’єру вилучили 68 тисяч тон руди. Хоча загальні запаси родовища до глибини у 40 метрів оцінювались у 1,9 млн тон, проте подальша розробка потребувала будівництва збагачувальної фабрики та переходу на підземний спосіб, що при характеристиках руди було неприйнятним.
В 1969-му запаси родовища офіційно зняли з державного балансу.